# Pedro II (metropolitana di San Paolo)
Pedro II è una stazione della linea 3 della metropolitana di San Paolo. Si trova in rua da Figueira, nel distretto di Sé. 

## Storia
È stata inaugurata il 23 agosto 1980.

## Interscambi
Nelle vicinanze della stazione effettuano fermata diverse linee di autobus urbani e interurbani. 
- Fermata autobus

## Servizi
La stazione dispone di:
- Accessibilità per portatori di handicap
- Ascensori
- Scale mobili
- Biglietteria a sportello
- Biglietteria automatica